# Presa di Baghdad
La presa di Baghdad fu l'assedio, la conquista ed il susseguente saccheggio della città di Baghdad, sede del califfato degli abbasidi, ad opera delle truppe mongole di Hulagu Khan nel 1258. La città, uno dei principali centri culturali e politici della civiltà islamica, fu rasa al suolo, la sua grande biblioteca distrutta, la popolazione annientata e il califfo ucciso.

## Storia

### L'assedio
Nel 1257 il Khan mongolo Munke decise d'imporre il suo solido controllo sull'Iraq, la Siria e la Persia. Inviò pertanto il fratello Hulegu Khan in Persia, chiedendo che il califfo si recasse direttamente da Hulegu per incontrarlo e prendere disposizioni, consegnandogli truppe utili a prendere sotto controllo lo staterello ismailita costituito tra le giogaie persiane e che aveva nella cittadina di Alamūt la sua capitale e la sua principale piazzaforte. Munke disse a Hulegu che, in caso di rifiuto del califfo, sarebbe passato all'uso della forza senza alcuna pietà e che avrebbe distrutto Baghdad. Hulegu coscrisse 1 guerriero ogni 10 in Mongolia, non sottostimando il potenziale difensivo dell'entità ismailita e della Città della Pace. La forza così levata viene stimata in circa 150 000 uomini armati, probabilmente la più potente mai organizzata fino ad allora dai Mongoli.
Il califfo respinse le ingiunzioni mongole, avanzate mentre Hulegu era impegnato nell'operazione militare contro i Nizariti ismailiti di Alamūt e delle cittadine che gli facevano da corona. Nel novembre del 1257, sotto il comando personale di Hulagu fu posto quindi l'assedio a Baghdad. Tra gli altri comandanti di questa operazione bellica vi erano principalmente Kitbuga Noyan dei naiman e Bayju degli ögödei; secondariamente includeva l'amministratore oirata Arghun Agha e Buqa-Temur, il generale cinese Guo Kan, il comandante jalayride Koke Ilge, Tutar e Quli dell'Orda d'oro e Sunitai dei Borjigin (dunque un fratello di Hulegu). L'esercito aveva un ampio contingente di diverse unità fornite da vassalli cristiani, i più importanti dei quali georgiani, ansiosi di vendicare il saccheggio subito dalla loro capitale, Tbilisi, avvenuta alcuni decenni prima da parte di Jalal al-Din Mankubirni del Khwārezmshāh. Altre forze cristiane che parteciparono all'assedio furono armene, comandate dal loro re, e alcune truppe franche, ovvero quelle del Principato d'Antiochia. Il testimone coevo dell'evento, 'Ata Malik Juwayni riferisce che parteciparono all'assedio circa 1 000 esperti artiglieri cinesi, armeni, georgiani, persiani e turchi di varia provenienza. I battaglioni di Hulegu, precedentemente sotto il comando di Barga Ambaghai fecero uso di frecce incendiarie durante l'invasione dell'Iraq. Un migliaio di genieri cinesi settentrionali organizzati in squadroni accompagnarono il Khan mongolo Hulegu durante tutta la sua conquista del Medio e Vicino Oriente. Si disse che "un migliaio di genieri cinesi prepararono catapulte, riuscendo a scagliare sostanze incendiarie" durante le invasioni di Hulagu dell'area tra il 1253 e il 1258.
La città si arrese dopo un breve assedio, compiutosi tra il 29 gennaio ed il 10 febbraio e fu dunque saccheggiata e rasa al suolo. Molti cittadini cercarono la fuga, ma relativamente pochi vi riuscirono. Il numero delle vittime tra i civili è dibattuto ma riconducibile tra le 200 000 e le 800 000 persone, secondo le fonti occidentali; mentre le fonti arabe parlano di un numero spaventosamente più alto: circa 2 000 000 di morti.

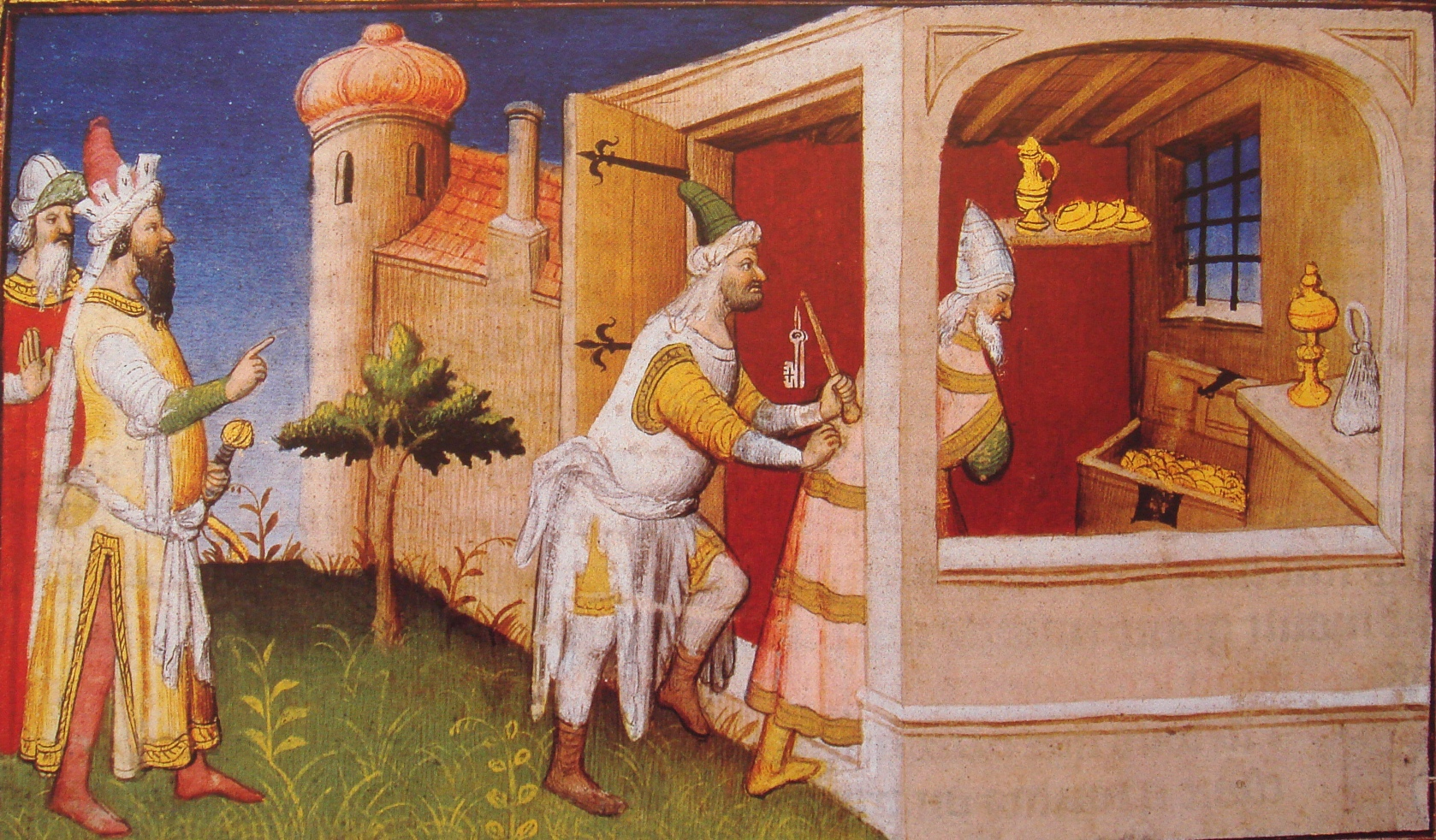
al-Musta'sim è costretto a consegnare il tesoro califfale nelle mani di Hulegu.

### La distruzione della biblioteca
La Bayt al-Ḥikma era una delle più importanti biblioteche del tempo, aveva importanti opere in lingua greca, siriaca, ebraica, copta, medio-persiana e sanscrita, serviva inoltre come Università pubblica dove si svolgevano corsi d'istruzione superiore e, per le discipline mediche, c'era un ospedale (bīmāristān) cui avevano libero e gratuito accesso tutti i malati, di ogni sesso ed etnia. La biblioteca venne distrutta e si narra che il Tigri divenne nero per l'inchiostro dei molti volumi in esso riversati e rosso per il sangue dei molti uccisi.

### Morte del califfo
I Mongoli, che intendevano uccidere il Califfo, temevano di scatenare l'ira divina se avessero macchiato la terra con sangue reale; pertanto il califfo al-Musta'sim, secondo la tradizione, fu avvolto in un tappeto - cosicché fosse questo e non la terra a macchiarsi del suo sangue - e vari soldati mongoli a cavallo furono fatti passare sopra il suo corpo, causandone la morte.

## Dopo l'assedio
La caduta di Baghdad, una delle città più popolose e ricche dell'epoca nonché probabilmente la più importante del mondo musulmano, suscitò grande scalpore e sconforto tra i musulmani. La città fu ricostruita e si riprese economicamente col tempo, tornando a fiorire già sotto l'Ilkhanato.

### Crisi agricola
L'attuale aspetto desertico della Mesopotamia, ricondotto da alcuni alla progressiva salinizzazione del suolo, viene da altri addebitato all'invasione mongola, che avrebbe distrutto un millenario sistema di canalizzazione ed irrigazione, fondamentale per la prosperità naturale ed economica della regione.